# Linda Powell
Linda Powell (Fort Benning, 16 april 1965) is een Amerikaans actrice.

## Biografie
Powell is een dochter van Colin Powell. Zij doorliep door het werk van haar vader diverse high schools, zij studeerde af aan de Leavenworth High School in Leavenworth (Kansas). Powell studeerde in 1987 af met een bachelor of arts in literatuur aan de College of William & Mary in Williamsburg (Virginia). Het acteren leerde zij later aan de Circle in the Square Theatre School dat samenwerkt met Broadway, en aan de Michael Howard Studios in New York

## Filmografie

### Films
- 2022 The Courtroom - als Richard Hanus
- 2021 Separation - als Janet Marion
- 2020 Virtue - als Darlene
- 2019 The Report - als Marcy Morris
- 2015 Meadowland - als mrs. Williams
- 2013 Blue Caprice - als sociaal werkster
- 2010 Morning Glory – als Louanne
- 2009 The Northern Kingdom – als Verlaine
- 2008 Spinning Into Butter – als Ellen Jenkins
- 2007 American Gangster – als sociaal werkster
- 2007 I Think I Love My Wife – als therapeut
- 2000 Labor Pains – als verpleegster
- 1999 The Best Man – als bruiloftplanner
- 1999 The Astronaut's Wife – als vierde vrouw
- 1998 Cuisine américaine – als Miller
- 1998 The Love Letter – als dokter
- 1997 Office Killer – als Naomi
- 1993 Blind Spot – als Tory

### Televisieseries
Uitgezonderd eenmalige gastrollen.
- 2021 Dopesick - als Karen Moles - 4 afl.
- 2019 Madam Secretary - als FBI directrice Amelia Banks - 4 afl.
- 2018 House of Cards - als Marcy Siegerson - 3 afl.
- 2012 – 2015 Chicago Fire – als Ingrid Mills – 7 afl.
- 2012 Political Animals – als Pauline Samson – 4 afl.
- 2003 – 2010 Law & Order: Special Victims Unit – als Lauren White – 6 afl.
- 2000 As the World Turns – als Joan Weber - ? afl.

- Library of Congress Control Number: no2010094194
- Virtual International Authority File: 122026939
- WorldCat: E39PBJd3Mh9bkxXcJ4dhkKtMyd